# Königsbachalm
Die Königsbachalm liegt auf 1190 m ü. NHN Höhe zwischen Schönau und der Gotzenalm in den Berchtesgadener Alpen im Landkreis Berchtesgadener Land. Die Alm liegt am Rande der Gotzenberge, östlich des Königssees und südlich des Jenners, in der Pflegezone des Nationalparks Berchtesgaden.
Der Aufstieg von Königssee aus dauert über den Hochbahnweg ca. 1½ Stunden. Von der Königsbachalm aus gelangt man auf verschiedenen Wegen zur Königstalalm, zur Priesbergalm, zum Schneibsteinhaus und zur Gotzentalalm.
Insgesamt umfasst die Königsbachalm sieben Almhütten, davon fünf almwirtschaftlich und zwei forstwirtschaftlich genutzte. Vier dieser Hütten sind in Blockbauweise errichtet, bei drei Hütten handelt es sich um gemauerte Kaser. Der ehemalige Hainzenkaser als achtes Gebäude befindet sich heute im Freilichtmuseum Glentleiten, da es sich um den ältesten datierten, vollständig erhaltenen Rundumkaser in Bayern handelt.
Die dortige Alpenvereinshütte ist eine Selbstversorgerhütte der Sektion Berchtesgaden des Deutschen Alpenvereins. Sie wurde 1789 als Rundumkaser errichtet. Von 1927 bis 1937 war die Hütte verpachtet, es fand jedoch keine almwirtschaftliche Nutzung mehr statt. 1937 verfiel das Almrecht der im Jagdgebiet von Hermann Göring gelegenen Hütte. Göring verkaufte sie 1944 an den Bauern Kollhofer, der die Hütte im Kern veränderte und den Rundumstall auflöste. Gegenüber der Alpenvereinshütte liegt eine von Mai bis Oktober voll bewirtschaftete Berggaststätte, in der keine Übernachtung möglich ist. Diese wurde als unhistorischer Massivbau an Stelle eines verfallenen Rundumkasers errichtet und 1975 eröffnet.